# Balboa
Balboa – jednostka monetarna Republiki Panamy. Nazwa waluty pochodzi od nazwiska hiszpańskiego konkwistadora Vasco Núñeza de Balboa. Kod waluty to PAB. Balboa zastąpiła dolar amerykański, używany wcześniej. Obecnie Panama nie ma własnych banknotów, w obiegu jest dolar amerykański. Kurs balboa jest powiązany w stosunku 1:1 z dolarem amerykańskim.